# Antígona (esposa de Pirros)
Antígona (Ἀντιγόνη) fou filla de Berenice i de Filip de Macedònia. Es va casar amb l'aquil·lida Pirros de l'Epir quan aquest va estar a Egipte.